# قورشاب (شهرستان اوزکند)
قورشاب (به لاتین: Kurshab) یک منطقهٔ مسکونی در قرقیزستان است که در شهرستان اوزکند واقع شده‌است. قورشاب ۱۶٬۳۶۴ نفر جمعیت دارد.